# Белфорд, Кристин
Кристин Белфорд (англ. Christine Belford, род. 14 января 1949, Амитивилл, штат Нью-Йорк, США) ― американская актриса телевидения и кино.

## Юность
Кристин родилась в Амитивилле, Лонг-Айленд, штат Нью-Йорк в семье Джозефа Райли и Мэри Белфорд Райли (урожденная Уилсон; позже Мэлоун), которые позже развелись. У нее есть брат Терри и сестра Шон. Семья когда-то жила в доме 112 по Оушен-авеню, месте, которое позже стало знаменитым как место действия фильма «Ужас Амитивилля», в течение примерно пяти лет с 11 до 16 лет. Будучи маленьким ребенком и подростком на Лонг-Айленде, она активно участвовала в соревнованиях по верховой езде и получила множество наград. Она была зачислена в лучшие школы и присоединилась к лучшим клубам плавания и яхтинга на Лонг-Айленде. После окончания средней школы в 1966 году Белфорд поступила в Университет Хофстра, первоначально заинтересовавшись карьерой в психиатрии. Тем не менее, классная работа, которую она провела с Джозефом Леоном, главой драматического отдела, вдохновила ее стать актрисой.
В 1970 году, окончив колледж, она переехала в Нью-Йорк и немного поработала моделью. Она говорила: Чтобы заработать на крышу над головой и еду, я бралась за любую работу, которую могла получить. Я работала официанткой, горничной в баре, а также водила грузовик со льдом. По личным и профессиональным причинам она переехала в Лос-Анджелес в конце 1970 года. Там, по предложению подруги, актрисы Кэрри Снодгресс, она прошла прослушивание в Universal Pictures, исполнив сцену из фильма «Деревенская девушка» для агента талантов Моник Джеймс. Затем Кристин получила семилетний актерский контракт с Universal Pictures.

## Карьера
Ее первое появление на телевидении было в качестве статиста в сериале Винса Эдвардса «Мэтт Линкольн». Ее первое появление на телевидении было в телевизионном фильме NBC «Исчезнувший» в 1971 году. Она играла страхового следователя Карли Киркланд во втором сезоне (1973-74) «Баначека». Она появилась в телевизионном фильме 1980 года «Игрок» с Кенни Роджерсом, а также сыграла мать Рики Стрэттона, Эвелин в «Серебряных ложках» и Джеки в «Империи».
Она снялась в эпизодических ролях во многих популярных сериалах 1970-х, 1980-х и 1990-х годов, включая «Железная сторона», «Менникс», «Оуэн Маршалл», «Юрисконсульт», «Человек за шесть миллионов долларов», «Чудо-женщина», «Частный детектив Магнум», «Супруги Харт», «Невероятный Халк» , «Семейные узы», «Золотые девочки», «Блоссом», «Беверли-Хиллз, 90210», «Звёздный крейсер «Галактика»» и других.

## Личная жизнь
Белфорд была замужем за актером Николасом Прайором с июля 1993 года до его смерти в 2024 году.

## Фильмография

### Кино
- 2007 Ruffian (TV Movie) ...Barbara Janney
- 1991 The Woman Who Sinned (TV Movie) ...Randy Emerson
- 1986 The Ladies Club ...Dr. Constance Lewis
- 1986 Mr. and Mrs. Ryan (TV Movie) ...Margo Slater
- 1984 100 Centre Street (TV Movie) ...Fran Felt
- 1983 Christine ...Regina Cunningham
- 1983 Sparkling Cyanide (TV Movie) ...Rosemary Barton
- 1982 The Neighborhood (TV Movie) ...Meg Penner
- 1980 Desperate Voyage (TV Movie)
- 1980 Kenny Rogers as The Gambler (TV Movie) ...Eliza
- 1979 High Midnight (TV Movie) ...Sgt. Liz Spencer
- 1978 To Kill a Cop (TV Movie) ...Agnes Cusack
- 1976 The Million Dollar Rip-Off (TV Movie) ...Lil
- 1972 The Groundstar Conspiracy ...Nicole Devon
- 1972 Pocket Money ...Adelita
- 1971 Vanished (TV Movie) ...Gretchen Greer

### Телевидение
- 1999 Дикая семейка Торнберри ...Уэйл
- 1994 Диагноз: убийство ...Эмили
- 1993 Блоссом ...Ненси
- 1993 Шаг за шагом ...Эйлин
- 1992 Mann & Machine ...Rose
- 1992 Night Court ...Clare Monroe
- 1991-1998 Беверли-Хиллз, 90210 ...Саманта
- 1991 Кто здесь босс? ...Ида
- 1990 Yes, Virginia ...
- 1990 Dragnet ...Jean Reynolds
- 1989 Freddy's Nightmares ...Dr. Weiss
- 1989 Living Dolls ...Kitty
- 1989 Пустое гнездо ...Френ
- 1989 Закон Лос-Анджелеса ...Лили
- 1988 Murphy's Law ...Claudia Slocum
- 1988 My Two Dads ...Myra Young
- 1987 ABC Afterschool Specials ...Dr. Louise Warner
- 1986-1987 Outlaws ...Maggie Randall
- 1986 Золотые девочки ...Кирстен
- 1986 Семейные узы ...Виктория
- 1984-1993 Она написала убийство ...Мисси / Мод / Фиона
- 1984 Empire ...Jackie Willow
- 1984 Goodnight, Beantown ...Allison
- 1983-1984 Fantasy Island ...Melanie Swan / Marion Robertson
- 1983 It's Not Easy
- 1982-1987 Silver Spoons ...Evelyn Stratton / Evelyn Stratton Whiting
- 1982 Dynasty ...Susan Farragut
- 1982 Кегни и Лейси ...Тереза
- 1982 Today's F.B.I.
- 1981-1983 The Greatest American Hero ...Dotty Parker / Sheila Redman, the Spirit
- 1981 Nero Wolfe ...Melanie Davidson
- 1981 Magnum, P.I. ...Adelaide Malone
- 1980 Beyond Westworld ...Dianna Lionstar
- 1980 CHiPs ...Denise
- 1979-1983 Hart to Hart ...Victoria Dickenson / Nikki Stephanos
- 1979-1981 The Incredible Hulk ...Leigh Gamble / Linda Calahan
- 1979 Dear Detective
- 1979 Married: The First Year ...Emily Gorey
- 1979 The Paper Chase ...Chris Carlyle
- 1978 The White Shadow ...Dr. Evelyn Crawford
- 1978 Battlestar Galactica ...Leda
- 1977 Quincy M.E. ...Sonya
- 1977 Tales of the Unexpected ...Ann Colby
- 1977 Most Wanted ...Jennifer Haron
- 1976 Wonder Woman ...Baroness Paula Von Gunther
- 1975 Harry O ...Karen Nesbitt
- 1975 Medical Story ...Hope
- 1975 Police Story ...Carrie
- 1975 Kate McShane ...Charlotte Randall Chase
- 1974-1982 Insight ...Karen / Kate / Kay /
- 1974 The Manhunter ...Cynthia Browning
- 1974 Doc Elliot ...Joy Neimeyer
- 1974 The Six Million Dollar Man ...Lt. Colby
- 1973 Jigsaw ...Gale Parker
- 1973 Cannon ...Anne Grainger
- 1973-1979 Barnaby Jones ...Virginia Kirkland / Louise Brenner / Eleanor Devers /
- 1972 Mannix ...Alison Bramante
- 1972 Alias Smith and Jones ...Ellie Alcott
- 1972 Cool Million ...Adrienne / Marcella Pascal
- 1972 The Sixth Sense ...Anna Harris
- 1972-1974 Banacek ...Carlie Kirkland
- 1971 Ironside ...Sue Broderick
- 1971 Matt Lincoln
- 1971-1972 Owen Marshall, Counselor at Law ...Jeanine Michaels / Karen Slater
- 1970-1974 Marcus Welby, M.D. ...Sandy / Phyllis Dalton / Lolly
- 1983 The Love Boat Fall Preview Special  ...Herself
- 1984 Breakaway ...Herself